# エミール・ゲネツ
カール・エミール・モーリッツ・ゲネツ（Karl Emil Moritz Genetz 1852年10月24日 - 1930年5月1日）は、フィンランドの作曲家、指揮者。愛国的な合唱曲を得意としていた。

## 生涯
フィンランド（現カレリア共和国）のインピラハティ（Impilahti）に生まれた。プロとして雇われる国語教師になったが合唱曲の作曲で頭角を現した。ヘルシンキ大学で化学と法律を修めてからフィンランド国立オペラ（英語版）の歌手となり、1875年から1877年までドレスデン音楽院（英語版）へ国費留学した。ハメーンリンナ、ヘルシンキ、ハミナなどのフィンランドの様々な都市で暮らし、ドイツ語教師として働きながら愛国的楽曲を作曲し、合唱団の指揮を執った。1930年にヘルシンキにて没する。フィンランドでは多くの作品が今日でも広く知られている。
ジェームズ・フラッドは著作『The Book of World-Famous Music』の中で、1882年に出版されたゲネツ作曲の男声合唱のための『目覚めよフィンランド！』（Herää Suomi!）の最初の2小節が1900年のジャン・シベリウスの『フィンランディア』の主要主題にほぼ一致すると指摘している。『フィンランディア』の作曲当時フィンランド大公国はロシア帝国領の一部であり、このため人々はこのシベリウスの歌詞のない楽曲がいかに帝政に対して大胆に革命的であるか考えさせられたのである。